# 卜利達機場
卜利達機場是一個位於阿爾及利亞卜利達的機場，IATA代码：；ICAO代码：。
在1942年11月8日二次大戰其間，機場曾經被英國第11步兵旅佔用。為北非戰場火炬行動中的一件事件。

## 備註
1. ↑  . mtmestas.com.   [2007-07-12]. （原始内容 (html)存档于2007-09-29）.